# NGC 1162
NGC 1162 este o galaxie eliptică situată în constelația Eridanul. A fost descoperită în 27 noiembrie 1785 de către William Herschel. Se află la o distanță de 41,88 de megaparseci de Pământ.